# Callitrichidae
Callitrichinae · Callitrichidés
Famille
Les Callitrichidés (Callitrichidae) forment une famille de primates miniatures parmi les singes du Nouveau Monde. Ils rassemblent les espèces aux noms vernaculaires formés à partir des termes ouistitis, tamarins, pinchés et petits singes-lions. Ces singes sont de la taille d’un écureuil (corps de 20 à 25 cm) et doués d’une vélocité stupéfiante. Longtemps considérés comme primitifs, des études récentes sur leur anatomie, leur écologie et leur comportement ont montré au contraire qu’ils représentent un type de primates hautement spécialisés présentant de nombreux caractères dérivés résultant d’un processus de nanisation à partir du stock originel.
Phylogénétiquement proches des Cebidae, ces primates sont considérés par certains auteurs comme en formant une sous-famille, dénommée Callitrichinae.

## Description

### Morphologie
Les callitrichidés arborent toute une gamme de touffes, de crêtes, de toupets, de crinières, de moustaches et de franges ; la variété des coloris est prodigieuse au sein d’un même genre voire d’une même espèce, surtout chez les tamarins, d'où leur nom, du grec callos : beauté et trix, trikhós : chevelure, barbe, toison. Leur queue fine est plus longue que le corps et leur visage ressemble à celui d’un vieillard.
À l’exception du Callimico, ils ont tous perdu leurs troisièmes molaires, dents nécessaires à la mastication des fibres végétales mais devenues inutiles pour déchiqueter des invertébrés.

## Écologie

### Alimentation
Leur régime est à base de fruits, de gommes, de sève, et d’arthropodes.
Les callitrichidés sont les seuls singes modernes aux ongles modifiés en griffes. Aussi ne sont-ils pas experts dans la manipulation d’objet. Une telle adaptation autorise un meilleur agrippement aux troncs sur lesquels ils passent beaucoup de temps pour se nourrir.
À cet effet, les ouistitis possèdent de longues incisives inférieures, crocs en forme de gouge à l’aide desquels ils attaquent l’écorce des arbres, creusant le bois de sillons d’une quinzaine de centimètres de long. L’absence d’émail sur les incisives inférieures produit un mécanisme d’auto-aiguisement, à la manière des rongeurs. ces primates de troncs en récoltent la gomme suintante et s’approprient l’incision en urinant dans l’entaille. Les tamarins ont des incisives moins développées, ils se contentent de consommer la sève qui s’écoule naturellement et se montrent davantage frugivores.

### Reproduction
Les callitrichidés, à l’exception du callimico, se distinguent des autres singes du Nouveau Monde par le fait que les femelles donnent naissance à des jumeaux. Une seule femelle se reproduit habituellement et met bas deux petits qui pèsent déjà 20 % de leur poids adulte, un ratio record chez les singes. Avant de s’émanciper, ils demeurent sous la surveillance de leur père et tous les membres du groupe participent à leur transport. Celui-ci s’étend sur une plus longue durée chez les tamarins car ils se développent moins vite que les petits ouistitis. Le partage de la nourriture constitue un autre trait comportemental saillant des callitrichidés. Le père écrase des fruits entre ses doigts pour sa progéniture puis la lui donne : ce partage commence dès que l’enfant peut prendre des aliments solides, la fréquence des dons s’accroît pendant la période de sevrage et peut se poursuivre plusieurs mois après que la progéniture a acquis son indépendance locomotrice.

### Comportement
Les groupes sociaux sont plus importants et plus stables chez les ouistitis que les tamarins. Pour marquer leur territoire, les ouistitis enduisent les branches des sécrétions de trois glandes situées dans la gorge et dans les régions périgénitale et génitale.

## Classification
La taxonomie des platyrhiniens a connu de nombreux changements depuis les années 1990, à la suite des avancées de la phylogénétique. Les singes du Nouveau Monde étaient classiquement divisés en deux familles : Callitrichidae et Cebidae. Or, il est apparu que les cébidés formaient un groupe paraphylétique et son cœur (la sous-famille des Cebinae) montrait plus de similitudes avec les callitrichidés qu'avec les autres sous-familles (Alouattinae, Atelinae, Pitheciinae et Aotinae). Celles-ci ont donc été élevées au rang de famille à part entière (Atelidae, Pitheciidae et Aotidae), et les callitrichidés ont été inclus dans la famille des Cebidae.
| Selon Hershkovitz (1977) | Selon Groves (2005) |
| --- | --- |
| - Famille Cebidae - Sous-famille Alouattinae - Sous-famille Atelinae - Sous-famille Aotinae - Sous-famille Pitheciinae - Sous-famille Callicebinae - Sous-famille Cebinae - Sous-famille Saimiriinae - Famille Callitrichidae - Famille Callimiconidae | - Famille Atelidae - Sous-famille Alouattinae - Sous-famille Atelinae - Famille Aotidae - Famille Pitheciidae - Sous-famille Pitheciinae - Sous-famille Callicebinae - Famille Cebidae - Sous-famille Cebinae - Sous-famille Saimiriinae - Sous-famille Callitrichinae |

### Liste des espèces
Selon la troisième édition de Mammal Species of the World, de 2005 :

#### Groupe des Ouistitis
- genre Callithrix Erxleben, 1777  — Les Ouistitis[5]
  - sous-genre Callithrix (Callithrix)  — Les Ouistitis atlantiques
    - Callithrix aurita  — Ouistiti oreillard
    - Callithrix flaviceps  — Ouistiti à tête jaune chamois
    - Callithrix geoffroyi  — Ouistiti à face blanche
    - Callithrix jacchus  — Ouistiti du Nordeste
    - Callithrix kuhlii  — Ouistiti du Bahia
    - Callithrix penicillata  — Ouistiti à pinceaux noirs

  - sous-genre Callithrix (Mico)  — Les Ouistitis amazoniens
    - Callithrix acariensis  — Ouistiti du Rio Acarí
    - Callithrix argentata  — Ouistiti argenté
    - Callithrix chrysoleuca  — Ouistiti à jambes jaunes
    - Callithrix emiliae  — Ouistiti de Snethlage
    - Callithrix humeralifera  — Ouistiti de Santarém
    - Callithrix intermedia  — Ouistiti du Rio Aripuanã
    - Callithrix leucippe  — Ouistiti blanc-doré
    - Callithrix manicorensis  — Ouistiti du Rio Manicoré
    - Callithrix marcai  — Ouistiti du Rio Roosevelt
    - Callithrix mauesi  — Ouistiti du Rio Maués
    - Callithrix melanura  — Ouistiti à queue noire
    - Callithrix nigriceps  — Ouistiti à tête noire
    - Callithrix saterei  — Ouistiti des Satéré

  - sous-genre Callithrix (Calibella)
    - Callithrix humilis  — Ouistiti nain à couronne noire[réf. nécessaire]

  - sous-genre Callithrix (Cebuella)
    - Callithrix pygmaea  — Ouistiti pygmée

#### Groupe des Tamarins
- genre Saguinus Hoffmannsegg, 1807 — Les Tamarins[5]
  - Saguinus bicolor  — Tamarin bicolore[5]
  - Saguinus fuscicollis  — Tamarin à tête brune[5]
  - Saguinus geoffroyi  — Tamarin de Geoffroy[5]
  - Saguinus graellsi  — Tamarin du Rio Napo[5]
  - Saguinus imperator  — Tamarin empereur[5]
  - Saguinus inustus  — Tamarin à face marbrée[réf. nécessaire]
  - Saguinus labiatus  — Tamarin labié[5]
  - Saguinus leucopus  — Tamarin aux pieds blancs[5]
  - Saguinus martinsi  — Tamarin à face nue de Martin[réf. nécessaire]
  - Saguinus melanoleucus  — Tamarin blanc[5]
  - Saguinus midas  — Tamarin aux mains rousses[5]
  - Saguinus mystax  — Tamarin à moustaches[5]
  - Saguinus niger  — Tamarin noir[réf. nécessaire]
  - Saguinus nigricollis  — Tamarin à manteau noir[6]
  - Saguinus oedipus  — Tamarin à crête blanche[5]
  - Saguinus pileatus  — Tamarin à calotte rouge[5]
  - Saguinus tripartitus  — Tamarin à manteau doré[5]
- genre Leontopithecus Lesson, 1840 — Les Tamarins-lions[6]
  - Leontopithecus caissara  — Tamarin-lion à face noire[5]
  - Leontopithecus chrysomelas  — Tamarin-lion à tête dorée[5]
  - Leontopithecus chrysopygus  — Tamarin-lion à croupe dorée[5]
  - Leontopithecus rosalia  — Tamarin-lion doré[5]
- genre Callimico Miranda-Ribeiro, 1912
  - Callimico goeldii  — Tamarin de Goeldi[5]

### Famille Callitrichidae
- (en) Catalogue of Life : Callitrichidae Gray, 1821 (consulté le 11 décembre 2020)
- (fr + en) ITIS : Callitrichidae Gray, 1821
- (en) UICN : taxon  Callitrichidae  (consulté le 8 janvier 2023)

### Sous-famille Callitrichinae
- (en) Mammal Species of the World (3e  éd., 2005) : Callitrichinae Gray, 1821
- (en) Paleobiology Database : Callitrichinae Gray 1821
- (en) Animal Diversity Web : Callitrichinae
- (en) BioLib : Callitrichinae - syn. de Callitrichidae
- (en) NCBI : Callitrichinae (taxons inclus)